# Hucho
Hucho är ett släkte inom familjen laxfiskar (Salmonidae). 
Det finns 5 arter i släktet Hucho, alla lever i Asien förutom Donaulaxen (Hucho hucho) som lever i Europa. Hucho taimen sägs ha funnits i Europa men numera lever den bara i Ryssland och Mongoliet. Hucho ishikawae, även kallad koreansk Taimen, lever i Korea. Hucho perryi, även kallad japansk Taimen, lever i Japan och är den enda fisken i släktet Hucho som emigrerar till havet. Hucho bleekeri, även kallad Sichuan Taimen, är den minsta fisken i släktet Hucho och lever i Kina.